# バーモント州の歴史

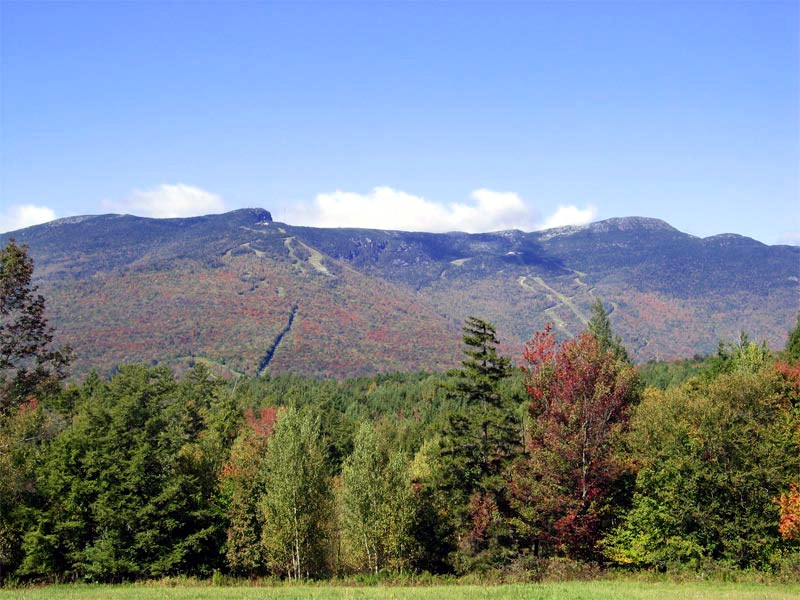
標高1,339 mのマンスフィールド山がバーモント州の最高峰である。最も低い地点はシャンプレーン湖の29 mである。平均標高は約300 mである。

バーモント州の歴史（バーモントしゅうのれきし、英: History of Vermont）では、主に北アメリカ、現在のアメリカ合衆国バーモント州にヨーロッパ人が到来してからの歴史を扱う。バーモントは、アメリカとカナダの国境に接しているために、古くはフランスとイギリス、独立戦争の時はイギリスとアメリカの抗争の場となった。アメリカ独立戦争中の1777年にバーモント共和国として独立し、他の13植民地とは別の道を歩んだ。1791年アメリカ合衆国第14番目の州としてバーモント州となった。バーモントがいち早く制定した憲法は、アメリカ合衆国憲法にも影響を与えた。

## インディアンの時代
同州西側の地域には元々、アルゴンキン語族に属するモヘガン族やアベナキ族などのインディアンが住んでいた。紀元前8500年から7000年にかけて、氷河の活動でシャンプレーン海ができ、インディアンはこの地域に住み、狩りを行っていた。紀元前7000年から1000年ごろにかけた古代のインディアンは、年ごとに領土を回遊していた。紀元前1000年から紀元1600年までは森林時代であり、集落や交易網が形成されて、土器や弓矢の技術が発展した。1500年から1600年の間のどこかで、イロコイ連邦が他のインディアンの多くを駆逐して、バーモントの地域を狩り場にし、また残っていたアベナキ族と勢力争いをしていた。ペンナコック族、ポコムチュック族なども合わせ、1500年での人口はおよそ1万人だったと推計されている。

## 白人の入植
現在のバーモントにやってきた最初の白人は1535年のジャック・カルティエだったと考えられている。1609年7月30日、フランス人探検家サミュエル・ド・シャンプランがシャンプレーン湖の辺りの領有を宣言し、そこの山脈に「緑の山」（les Verts Monts、発音はレ・ヴェール・モン）と名付けた。しかし、フランス語の形容詞が名詞の後になっているので、正しい構文ならば「レ・モン・ヴェール」(les Monts Verts)である。もう一つ考えられるのがヴェル・モン(Vers Monts)で、「山の方に」という意味になる。シャンプランが比較的平らなケベックの南から山に向かって来たという事実に照らせば、この名前の説明がより納得のいくものになるかもしれない。いずれにせよ、フランス語を英語読みし、一部無声音の綴りが抜け落ちたのが、Vermont（ヴァーモント）となった。
フランスはヌーベルフランスの一部としてバーモントの領有を主張し、シャンプレーン湖の防御線の一部として1666年にアイル・ラ・モットにサンタン砦を築いた。これがバーモントにおける最初の白人の定着であり、初めてローマカトリック教会のミサが行われた所でもある。
17世紀の後半、フランス人以外の入植者がバーモントとその周辺の探検を始めた。1690年、ジャコブス・デ・ウォーム船長が指導するオールバニからのオランダ人とイギリス人の一団がチムニー・ポイント（アディソンから8マイル (13 km)西）にデ・ウォーム砦を築いた。この入植地と交易基地はシャンプレーン湖を隔ててクラウン・ポイント（ポアン・ア・ラ・シュヴリュール）の丁度対岸にあった。
1731年にフランス人が入ってきて、チムニー・ポイントだった所に小さな仮の木製砦を建設した。ここはセントフレデリック砦の建設が始まる1734年まで続いた。砦が完成したとき、フランスはシャンプレーン湖渓谷におけるヌーベルフランスとバーモントの境界地域を支配し、20年以上後にカリヨン砦ができるまでこの地域では唯一の恒久的砦となった。政府はフランス人の入植を奨励したので渓谷にフランス人の小さな入植地ができていった。イギリスは1755年から1758年までに4度セントフレデリック砦の奪取を試みた。1759年、イギリス正規兵と植民地の連合軍12,000名がジェフリー・アマーストの指揮で砦を占領した。フランスはこの地域から追い出され、リシュリュー川沿いの他の砦に撤退した。1年後、モホーク族の1団が入植地を焼き払い、唯一煙突だけが残ったので、「チムニー・ポイント」という名前が付いた。

## 植民地の歴史
イギリスが最初に恒久的な入植地を造ったのは、1724年にティモシー・ドワイト中尉の指揮でバーモントのはるか南東のダマー砦を建設したときだった。この砦で近在のダマーストンやバトルボロの入植地を守った。これらの入植地はマサチューセッツ湾植民地のコネチカット川に沿った西部境界にいる入植者を守るために造られたものだった。イギリスの2番目の入植地は南西部のベニントンで、1761年の設立だった。
フレンチ・インディアン戦争の時、イーサン・アレンを含むバーモントの入植者が植民地民兵隊に参加し、フランスを攻撃するイギリス軍を支援した。ニューヨークとバーモントの境界にあるフランスが1755年に建設したカリヨン砦は、アマースト卿の指揮するイギリス軍の攻撃を2度受けた。1758年に一度は失敗したイギリス軍は、翌年ほとんど抵抗も受けずに砦を奪取した（守備兵の大半はケベックやモントリオール、その他西部の砦の防衛に移動していた）。イギリス軍はこの砦をタイコンデロガ砦に改称した（この砦はアメリカ独立戦争の時に2回戦場となった）。
ロジャース・レンジャーズが1759年にシャンプレーン湖からケベックのサンフランソアの集落を攻撃した。その後二手に分かれて、怒っているアベナキ族の追撃から逃れ、バーモント北部を通って安全なシャンプレーン湖とニューハンプシャー植民地に戻った。
フレンチ・インディアン戦争でのフランスの敗北後、1763年のパリ条約によってこの地域はイギリスの支配下に入った。

## ニューハンプシャー払下げとバーモント共和国
戦争の終結でバーモントに新しい入植者が入ってきた。クラウン・ポイントの砦が建設され、クラウン・ポイント軍事道路がバーモントの荒野を東のスプリングフィールドから西のクラウン・ポイントへ延び、アメリカ13植民地への旅行が以前よりも楽になった。
3つの植民地がバーモントの土地の領有を主張していた。マサチューセッツ湾植民地は1629年の勅許を元に領有を主張していた。ニューヨーク植民地は1664年にヨーク公（後のジェームズ2世）に対する土地特許を根拠にバーモントの領有を主張していた。ニューハンプシャー植民地も1740年のジョージ2世による布告に基づいて領有を主張していた。1741年、ジョージ2世は、マサチューセッツのバーモントとニューハンプシャーにおける領有権主張を無効とし、その北側境界を現在のものに設定する裁定を行った（ただし、メインはまだマサチューセッツの一部のままであり、1820年に合衆国23番目の州としてメイン州が成立したときにこの境界がもうけられた）。その後は、ニューハンプシャー植民地とニューヨーク植民地の領有権主張が残り、論争になった。

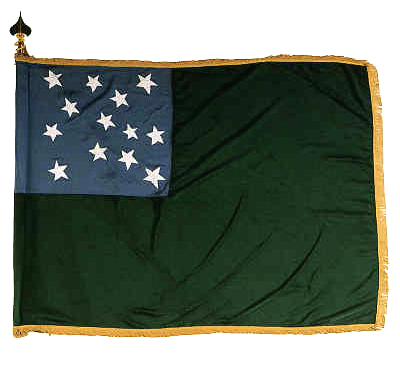
グリーン・マウンテン・ボーイズの旗。
バーモント共和国の国旗に採用された。

この論争の原因は、1749年から1764年までにニューハンプシャー植民地総督のベニング・ウェントワースが発行した135の土地払下げ、いわゆるニューハンプシャー払下げであった。この払下げがニューヨーク植民地総督との論争に火を付け、ニューヨーク植民地総督はその入植者がバーモントに入植する認証を与え始めた。1770年、イーサン・アレンは弟のイラやリーバイおよびセス・ワーナーと共に、非公式民兵隊「グリーン・マウンテン・ボーイズ」を組織し、新しいニューヨークの移民から元々居たニューハンプシャー入植者の利益を守った。1775年3月、ニューヨークの判事が入植者と共にウエストミンスターに到着したとき、暴動が起こって、怒った市民は庁舎を占拠した。その結果は「ウエストミンスター虐殺」と呼ばれる事件になり、ダニエル・ヒュートンとウィリアム・フレンチの二人が死亡した。
 
1777年1月18日、ニューハンプシャー特許を得ていた者の代表がウエストミンスターに結集し、独立した共和国を宣言した。最初の6ヶ月間はニューコネチカットと呼ばれた。
6月2日、ウエストミンスターに72名の代議員が結集し「ウエストミンスター会議」と呼ばれる2回目の会議を開いた。この会議で、フィラデルフィアのトマス・ヤング博士の提案に従って国名をバーモントとした。ヤングは、どのようにすれば独立国家を成立させられるかを助言する文書を書いた代議員の支持者だった。7月4日、激しい雷雨の中、イライジャ・ウエストが所有するウィンザー酒場でバーモント憲法が起草され、4日間の議論の後に7月8日代議員によって採択された。これは、北アメリカで最初の成文憲法であり、奴隷制度を廃止したこと、土地を所有しない男性にも選挙権を与えたこと、および公立の学校を定めたことで、すべて初めての憲法であった。憲法を起草した酒場はオールド・コンスチチューション・ハウスとして保存され、州の歴史的場所として管理されている。
8月16日、ベニントンの戦いが起こった。場所はベニントンではなく、ニューヨークとの境界を越えて直ぐのところだった。しかし、バーモントの男達はジョン・スターク将軍とセス・ワーナー大佐に率いられて戦闘で重要な役割を演じた。スタークは大陸軍指揮官の撤退命令を拒み、部下を駈ってイギリス兵とドイツ人傭兵に戦いを挑ませた。スタークは、「あそこに敵の赤服と王党派がいる。やつらは我々のものだ。さもなくばモーリー・スターク（スタークの妻）は今夜やもめで眠ることになる」と言ったという。この鼓舞でスタークの部下は死に物狂いで戦う準備ができた。バーモント民兵の支援を得たアメリカ軍はイギリス軍を打ち破り、10月17日のサラトガにおけるジョン・バーゴイン将軍率いるイギリス軍6,000名の降伏に導いた。サラトガの結果は、アメリカ軍が初めてイギリスの将軍が指揮する軍隊を破ったことで独立戦争の転換点となり、フランスにもアメリカに軍事的な援助をする価値があると思わせることになった。スタークは「ベニントンの英雄」として広く知られることになり、戦闘が起こった日は「ベニントンの戦いの日」としてバーモント州の公式祝日となった。
バーモントは東部のウィンザーを本拠として独立国家の形態を14年間続けた。1774年にコネチカットからバーモントに入ったトマス・チッテンデンが1778年から1789年と1790年から1791年の2回にわたって、行政長官を務めた。1791年、バーモントはアメリカ合衆国の14番目の州となった。独立時の13州に加えて初めての州成立であり、同じ年の夏に州昇格を認められたケンタッキー州が奴隷制度を認める州であったため、奴隷州と自由州のバランスを保つ意図があった。

## 州の成立と19世紀
バーモントはカナダと隣接しているために、1812年に開戦した米英戦争は脅威であった。バーリントンには5,000名の軍隊が駐屯し、住民の数を上回った。ただし兵士の中の約500名は病気で死んだ。ケベックのイースタン・タウンシップ志願兵の遠征隊がダービーで兵舎を破壊したが人的被害は無かった。米英戦争は、陸に囲まれたバーモントにとって目に見えない海で考慮されるような戦いであり、バーモントでは不人気だった。
バーモント州は1836年まで一院制の議会を続けた。
1853年、アルコール飲料の消費を禁じる厳格な法律を可決した。従う町もあったが、多くは無視された。
南北戦争の前にフランス人移民が増え、1860年代は加速された。

### 南北戦争の時代
1854年バーモント州上院は、バーモント憲法第1条に謳われる奴隷制度の禁止とあらゆる人々の権利についての報告書を書き、人の上に立つ人の権利をどう見るか疑問を投げかけた。この報告書によって、州内の奴隷制度廃止運動が活発になり、これに反応したジョージア州議会は海のないバーモント州を海へ引き出すことを認める決議を行った。1850年代の半ばから終わりにかけて、バーモントの大衆は奴隷制度を封じ込める政策からさらに深刻な反対運動に動き、急進的共和党と奴隷制廃止論者のタデウス・スティーブンスを生み出すまでに至った。ホイッグ党が衰退すると、新興の共和党への連帯を強くした。1860年、バーモントはリンカーン大統領に票を投じ、どの州よりも大きな票差を生じることになった。
28,100人を越えるバーモントの民がバーモント志願兵隊に従軍した。この軍隊は17個歩兵連隊、1個騎兵連隊、3個軽装砲兵大隊、1個重装砲兵中隊、3個狙撃兵中隊および2個辺境騎兵中隊に組織された。部隊が消耗したときにその部隊を置き換えるのではなく、常に新兵を募集して戦場に送り通常の戦力を保つようにした。
他に5,000名近くがアメリカ陸軍と海軍で従軍した。第54マサチューセッツ歩兵連隊（有色人種部隊）には66名のバーモント黒人兵が混じっていた。州内には709名の黒人がいたが、そのうち166名が従軍した。バーモント兵は南北戦争のあらゆる大きな戦いに参加した。
バーモント兵は1,832名が戦死か瀕死の重傷を負った。ほかに3,362名が捕虜で収監中または他の要因で病死し、合計では5,194名の損失となった。2,200名以上の志願兵が捕虜になり、その内615名が収監中に、またはその結果として死んだ。
バーモントの部隊の中で最も有名なものは、第1、第2バーモント旅団と第1バーモント騎兵連隊であった。
南北戦争後の数十年間バーモント州の多くの人口と国政レベルの政治家は退役軍人で占められた。
南北戦争で最北の戦いは、バーモント州で起こったセントオールバンスの戦いだった。

## 20世紀
1902年、約50年前の1853年に制定した全面的にアルコール飲料を禁ずる法律を改定し、地域によって販売を選択できることとした。この年に94の町がアルコール飲料の販売を承認した。この承認する町の数が年々減っていき、全国で禁酒法が布かれるすぐ前の1917年には18町を残すだけだった。

## 政治史

### 1791年から1830年の政治
バーモントはジェファーソン党を結党当初から好み、これが1820年代初期に民主共和党となった。その後アンドリュー・ジャクソンの人柄に惹かれて民主共和党への投票を止める者がいたが、特に反対理由があるわけではなかった。州の投票は反ジャクソン、ホィッグ党続いて共和党と変わった。これが1962年まで続いた。
バーモント議会は大統領選の選挙人を1824年まで一般投票の結果により選んだ。1828年に市民が選挙人を直接選ぶ方式が始まった。

### 1830年から1916年の政治的流動性
バーモント州で州全体の役職を求める政治家は通常、州の会議すなわち「党員集会」で指名される必要があった。この党員集会には派閥が存在した。その中の幾つかはファミリーであった。知事、上院議員および下院議員のリストを見ると、チッテンデン、フェアバンク、プロクターおよびスミスという姓が多い。指名は選挙に等しかった。州議会が合衆国上院議員を1913年まで選んでいた。知事は通常2年間の任期を1期のみ務めた。アメリカ議会下院議員6名には大望有る政治家にその才能を発揮する場を与えた。
グリーン山脈が州を実質上2つに分けている。文化的に東部の者はニューハンプシャーの移民の子孫が多い。西部の者はそのルーツがニューヨークにある。このことを潜在的な問題源として、政治家は暗黙の「マウンテン・ルール」に従い、副知事と知事を東部と西部から交互に出すようになった 。
女性の参政権が認められ最初に投票を行ったのは1880年12月18日だった。この時は、多少の条件が付けられ教育委員会委員の選挙だった。

### 1916年から1946年の主要な出来事
少数の人々によって指導者を選抜するシステムについて一般的な困惑が生じ、これが1916年の州全体の主要関心事となった。下院のたった1議席を争うようになって、知事は1927年のウィークス知事に始まって2期務めるようになり、これが第二次世界大戦まで続いた。
アーネスト・ギブソン上院議員が1940年に死んだ。知事はその息子アーネスト・ギブソン・ジュニアを父親の残り任期の間務めるよう指名した。ギブソン・ジュニアは以前に政治的な経歴がほとんど無かったので、再選の道を選ばず、その替わりに、戦争への準備に貢献した。ギブソン・ジュニアは南太平洋で従軍し大佐まで昇進した。終戦後のアメリカの政界に津波が押し寄せた。復員兵の人気が上がり、ギブソン・ジュニアは現職の知事に対して前例の無い選挙運動を行い、予備選で圧勝した。

### 1946年から1962年の空白期間 - 進歩的共和党の跋扈
ギブソン・ジュニアは最初の進歩的共和党員であった。ハロルド・アーサーやリー・エマーソンのような保守的な人物が知事に選ばれることがあったが、振り返って見れば一時的なものに過ぎなかった。
頂上に登り詰める「通常の」道は、下院議員、下院議長、上院議員、上院議長、副知事、知事、アメリカ下院議員、アメリカ上院議員となった。
1962年知事に選ばれたフィリップ・ホフは南北戦争以来初めての民主党員だった。

### 1962年から現在、民主党の天下
州の人口構成が変化していった。1960年、人口の25％は州外の生まれだった。これら移民の多くは民主党の支配する州から来た者であり、民主党へ投票する者が増えていった。この変化を予測した共和党は1958年に大衆自由討論会を実施し、議席を獲得する為の最後の機会と見ていた。これが間違いとなり、民主党のウィリアム・H・メイアーが102年振りに勝利した。
情勢は変化したが議会は変わらなかった。1つの町に1人の下院議員、1つの郡に1人の上院議員を送り出していたので、田舎の方が数で優位となり、都会の特にチッテンデン郡のいらいらは募った。1964年、アメリカ合衆国最高裁判所が「1人1票」の原則で議員定数を見直すようバーモントに強制したので、上下両院とも人口に応じた議員数の配分となった。
昔とは異なり、どの党も選挙で確信が持てなくなった。不文律の「2期」ルールも有名無実化した。知事は自分のできる限り長く務め、その政策が職を去った後も続くと保証できなくなった。バーモントは1962年以来知事の出身政党について代わり番こに選んでいる。しかし、その期間も民主党が議会の多数を占め続けた。

### インディアン部族の扱い
かつて白人入植者から領土防衛のために戦ったアベナキ族、マヒカン族、ペンナコック族、ポコムチュック族は、そのほとんどが滅ぼされ他州へと強制移住させられて、現在はアベナキ族のみが残っている。彼らは1958年からの「インディアン絶滅方針」に則って内務省BIA（インディアン管理局）からインディアンとしての認定を取り消され、「絶滅部族」とされて保留地（Reservation）を没収された。アベナキ族はバーモント州に現在も「コワサック・バンド」と「ソココキ・ミッシスクォイ・バンド」の二つの部族共同体を維持しており、連邦政府に部族としての再認定を要求中である。
2006年5月3日、バーモント州法廷は、「アベナキ族」を「インディアンである」と認めた。しかし、インディアンの「部族」や「バンド」としてはなお認めていない。